# Eugen Runggaldier

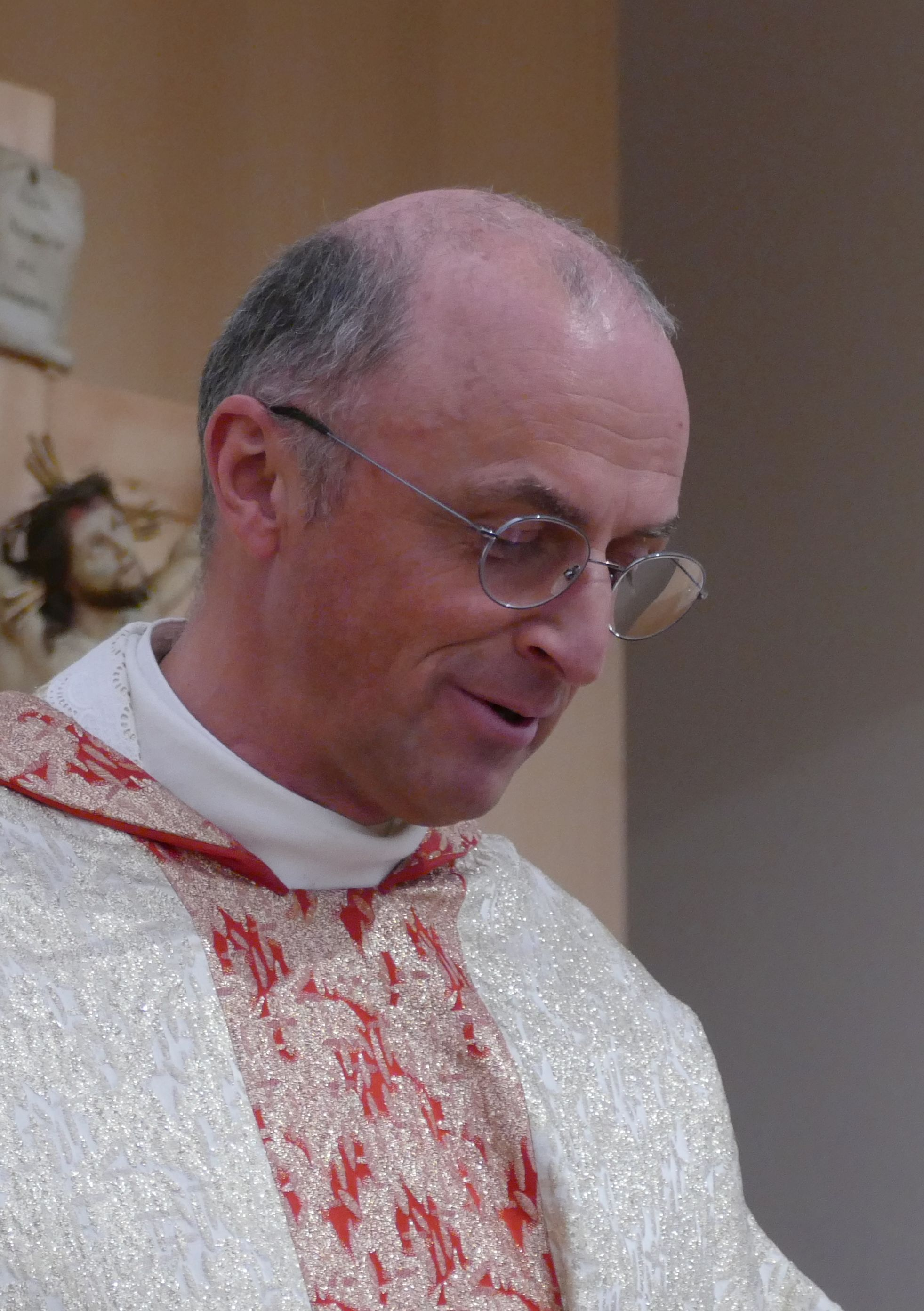
Eugen Runggaldier 2024

Eugen Runggaldier (* 19. Mai 1968 in Bozen) ist ein italienischer römisch-katholischer Geistlicher und Generalvikar von Bozen-Brixen.

## Leben
Eugen Runggaldier, erstes von drei Kindern einer Arbeiterfamilie, wuchs im Grödner Tal auf. Er besuchte die Mittel- und Oberschule im Vinzentinum und studierte Philosophie und Theologie in Brixen und in Rom. 1993 empfing er durch Bischof Wilhelm Egger im Brixner Dom die Priesterweihe. Er war zwei Jahre lang als Kooperator von Brixen tätig. 1995 wurde er Privatsekretär von Bischof Egger. 1988 übernahm Eugen Runggaldier die Tätigkeit als Referent für die Kinder- und Jugendseelsorge und war geistlicher Assistent von Südtirols Katholischer Jugend (SKJ) und der Katholischen Jungschar Südtirols (KJS).
Runggaldier engagierte sich ab 1997 im diözesanen Priesterrat und war ab 1999 im Konsultorenkollegium, das den Bischof in allen wichtigen Angelegenheiten des Bistums berät. 2000 wurde er Mitglied im Ausschuss vom Solidaritätsfonds für Priester, in der Personalkommission für Priester und Diakone und im Missionsrat. Mit September 2007 wurde Eugen Runggaldier Pfarrer von Heilig Kreuz in Seis am Schlern und Leiter des Seelsorgeamtes der deutsch-ladinische Sektion und seit 2019 der Diözese Bozen-Brixen. Er war Moderator der Diözesansynode.
Eugen Runggaldier wurde 2016 zum Generalvikar in Bozen-Brixen ernannt und kurz darauf zum Domkapitular an der Kathedrale gewählt. 2019 übernahm Runggaldier die Amtsgeschäfte des Bischofsvikars für den Klerus. 2020 wurde er zusätzlich zum Dompropst an der Kathedrale in Brixen ernannt. Eugen Runggaldier ist bereits seit 2018 Regens am Vinzentinum.
Er ist zudem Bergretter der Bergrettung Südtirol.
Im Kontext der Aufarbeitung von Sexuellem Missbrauch im Verantwortungsbereich der Diözese Bozen-Brixen wurde auch Runggaldier fehlerhaftes Verhalten in mehreren Missbrauchsfällen vorgehalten („nicht ordnungsgemäße Präventionsmaßnahmen“).

## Schriften
- Johann Baptist Zwerger. Fürstbischof von Seckau 1867–1893 – Ein großer Sohn Altreis. Bozen, Athesia 1993, ISBN 978-88-7014-747-6.